# Crossidius pulchellus
Crossidius pulchellus là một loài bọ cánh cứng trong họ Cerambycidae.